# Чунгарой (село)
Чунгарой —  уничтоженное село, которое располагалось на территории современного Урус-Мартановского района Чеченской республики.

## География
Село располагалось не неподалеку от Гойты. К юго-востоку от Урус-Мартана.
Неподалеку также имелись ныне несуществующие сёла: на юго-востоке — Изумсой, Пшемуть тей, Устархан и Ляшкарой.

## История
Селения Чунгарой, согласно картам XIX века располагалось на юго-западной окраине нынешнего села Гойты.
Селение уничтожено после боя. 
В селе родился известный чеченский наиб Атабай Атаев.

## Расселение Ч1унгарой
- Грозный-
- Старые Атаги-Тукаевы, Ирисхановы, Сутаевы,Керимовы,Дидаевы
- Шаами-Юрт-Ахматовы, Назировы, Лейбгановы, Осмаевы,
- Катыр-Юрт-Назыровы,
- Закан-Юрт
- Аух-Дадаевы, Мажиевы, Тайнабековы, Джабраиловы
- Курчалой-Мегиевы,
- Алпатово-Хагаевы,
- Зебир-Юрт-Сусхановы,
- Мекен-Юрт-Шахбиевы, Мальцаговы, Дутаевы, Сусхановы, Дехиевы,
- Нижний-Наур
- Урус-Мартан-Абдулкадыровы, Хаджимуратовы,Бецаевы, Лечаевы, Витерхановы,Керимовы, Сааевы, Удаевы, Накаевы,Кахармановы,  Сулбановы, Датаевы, Бексултановы, Тайсумовы, Оздамировы, Сутаевы, Эржаповы,Мурдаловы, Довтукаевы, Амхадовы, Ахмадовы, Зангаевы, Гераевы
- Алхан-Юрт-Кунтаевы, Мадаговы,
- Гойты-Ахмадовы, Никаевы, Накаевы, Джамалдаевы, Мальсаговы,Гайбатыровы.
- Гойское
- Гой-Чу
- Мартан-Чу
- Аргун-Султахановы,
- Назрань-Чонгуровы(Чунгароевы),